# Zagadka hotelu Grand
Zagadka hotelu Grand (hiszp. Gran Hotel) – hiszpański dramatyczny serial telewizyjny, emitowany w Polsce przez stację AXN White od 12 listopada 2013 do 15 września 2015 pod tytułem Grand Hotel, a później również przez stację AXN Spin. Od 1 kwietnia 2016 do 25 listopada 2017 serial emitowała stacja TVP1 pod tytułem Zagadka Hotelu Grand. Oprócz 39 odcinków oryginalnej długości, dystrybutor oferuje zagranicznym nadawcom serial w wersji podzielonej na odcinki 45-minutowe, których jest 66. Zdjęcia kręcono w mieście Santander.

## Obsada[4]
| Postać                                   | Aktor              | Serie |
| ---------------------------------------- | ------------------ | ----- |
| Julio Olmedo / Espinosa / Molins         | Yon González       | 1-3   |
| Alicia Alarcón Luarca                    | Amaia Salamanca    | 1-3   |
| Teresa Aldecoa                           | Adriana Ozores     | 1-3   |
| Sofia Alarcón Aldecoa                    | Luz Valdenebro     | 1-3   |
| Javier Alarcón Aldecoa                   | Eloy Azorín        | 1-3   |
| Diego Murquía / Adrian Vera Celande      | Pedro Alonso       | 1-3   |
| Alfredo Vergara                          | Fele Martínez      | 1-3   |
| Ángela Salinas                           | Concha Velasco     | 1-3   |
| Andrés Cernuda Salinas / Alarcón Salinas | Llorenç González   | 1-3   |
| Belen Martín                             | Marta Larralde     | 1-3   |
| Benjamin Nieto                           | Manuel de Blas     | 1-3   |
| Horacio Ayala                            | Pep Antón Muñoz    | 1-3   |
| Hernando                                 | Antonio Reyes      | 1-3   |
| Lady Ludivina                            | Asunción Balaguer  | 1-3   |
| Elisa Marquesa de Vergara                | Kiti Manver        | 1-3   |
| Sebastián                                | Iván Morales       | 1-3   |
| Mateo                                    | Dión Córdoba       | 1-3   |
| Cristina Olmedo                          | Paula Prendes      | 1     |
| Eugenia                                  | Inma Cuevas        | 1     |
| Mercedes Rovinia                         | Marta Calvó        | 3     |
| Carlos Alarcón                           | Jordi Bosch        | 2-3   |
| Gonzalo Alarcón                          | Alfonso Bassave    | 2-3   |
| Ernesto Varela                           | Juan Luis Galiardo | 2-3   |
| Isabel                                   | Marian Arahuetes   | 2     |
| Adriana                                  | Silvia Marsó       | 2     |
| Camila                                   | Andrea Trepat      | 2     |
| Fernando Llanes / Ángel Alarcón Salinas  | Víctor Clavijo     | 2-3   |
| Doña Beatriz                             | Cristina Brondo    | 2     |
| Maite Ribelles                           | Megan Montaner     | 3     |
| Samuel Arriaga / Jesús Manzanos Cisneros | Lluis Homar        | 3     |
| Laura Montenegro Rovinia                 | Marta Hazas        | 3     |
| Padre Grau                               | Roger Coma         | 3     |

## Lista odcinków
| Seria | Liczba odcinków | Liczba odcinków | Premierowa emisja   | Premierowa emisja | Premierowa emisja | Premierowa emisja |
| Seria | Hiszpania       | Polska          | Rozpoczęcie         | Zakończenie       | Rozpoczęcie       | Zakończenie       |
| ----- | --------------- | --------------- | ------------------- | ----------------- | ----------------- | ----------------- |
| 1     | 9               | 9 (14)          | 4 października 2011 | 6 grudnia 2011    | 12 listopada 2013 | 28 stycznia 2014  |
| 2     | 8 (16)          | 16 (28)         | 3 października 2012 | 21 listopada 2012 | 4 lutego 2014     | 20 maja 2014      |
| 3     | 22 (14)         | 24              | 22 stycznia 2013    | 25 czerwca 2013   | 7 kwietnia 2015   | 15 września 2015  |
| S     | 1               | 1               | 25 czerwca 2013     | 25 czerwca 2013   | nieemitowany      | nieemitowany      |